# Mistrovství Evropy v atletice do 23 let 2005

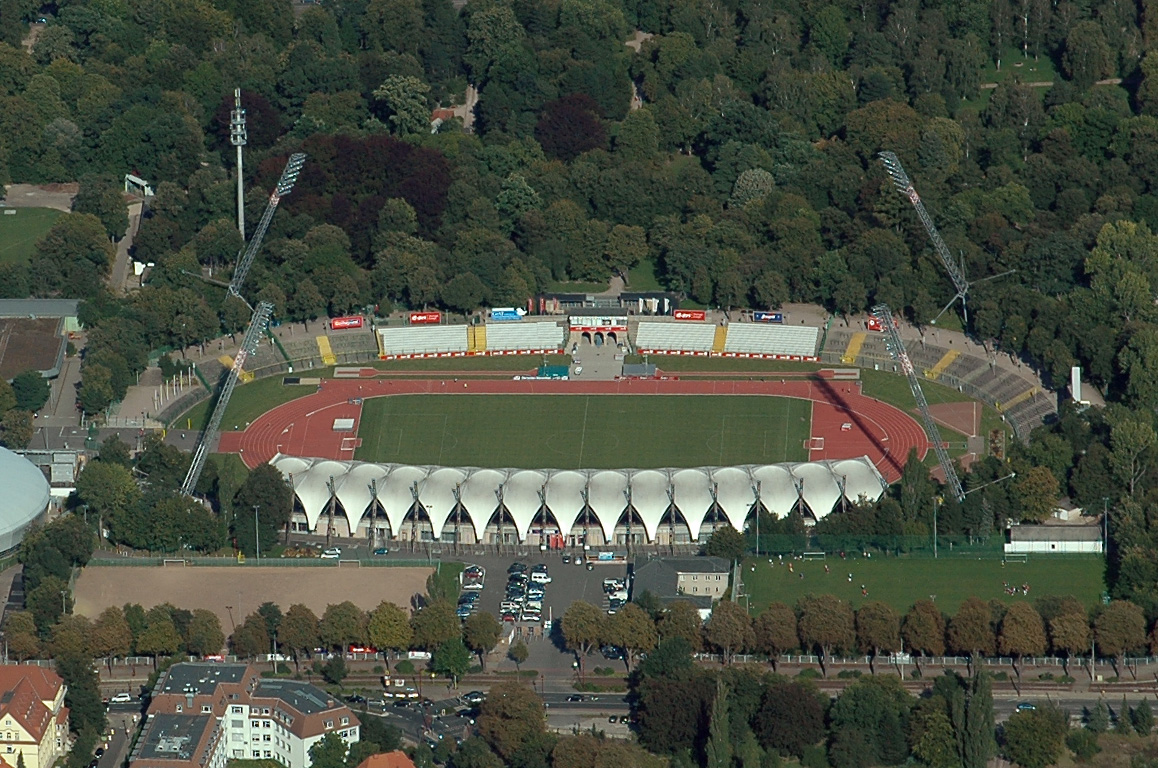
Steigerwaldstadion

5. Mistrovství Evropy v atletice do 23 let se uskutečnilo ve dnech 14. – 17. července 2005 v Německu na Steigerwaldstadion v Erfurtu. Na programu bylo dohromady 44 disciplín (22 mužských a 22 ženských).
Mezi největší hvězdy šampionátu patřila Řekyně Maria Karastamatiová (100 m), která stejně jako ruská štafeta žen na 4×400 m (Anastasija Ovčinnikovová, Anastasija Kočetovová, Jelena Migunovová, Olga Zajcevová) a francouzská štafeta mužů na 4×100 metrů (Oudéré Kankarafou, Ydrissa M'Barke, Eddy De Lépine, David Alerte) překonala evropský rekord do 23 let. Dále mezi ně patřili Rusky Olga Zajcevová (běh na 400 m) a Jekatěrina Chorošichová (hod kladivem), Němka Sabine Rumpfová (hod diskem), Nizozemka Laurien Hoosová (sedmiboj), Rus Anton Ljuboslavskij (vrh koulí) a Němec Robert Harting (hod diskem), kteří překonali rekord šampionátu.

## Medailisté

### Muži
| Disciplína      | Zlato                                                                       | Stříbro                                                                               | Bronz                                                                               |
| 100 m           | Oudéré Kankarafou 10,26                                                     | Eddy De Lépine 10,30                                                                  | Stefan Wieser 10,32                                                                 |
| 200 m           | David Alerte 20,47                                                          | Sebastian Ernst 20,58                                                                 | Koura Kaba Fantoni 20,71                                                            |
| 400 m           | Robert Tobin 46,81                                                          | Kamghe Gaba 47,07                                                                     | Daniel Dąbrowski 47,44                                                              |
| 800 m           | Kevin Hautcoeur 1:51,29                                                     | Manuel Olmedo 1:51,47                                                                 | René Bauschinger 1:51,49                                                            |
| 1500 m          | Arturo Casado 3:47,02                                                       | Stefan Eberhardt 3:48,09                                                              | Francisco España 3:48,16                                                            |
| 5000 m          | Anatolij Rybakov 14:06,69                                                   | Mohamed Farah 14:10,96                                                                | Alexej Alexandrov 14:11,10                                                          |
| 10 000 m        | Jevgenij Rybakov 29:30,76                                                   | André Pollmächer 29:33,22                                                             | Marius Ionescu 29:34,52                                                             |
| 110 m př.       | David Hughes 13,56                                                          | Willi Mathiszik 13,58                                                                 | Stanislav Sajdok 13,66                                                              |
| 400 m př.       | Rhys Williams 49,60                                                         | Minas Alozidis 50,04                                                                  | Ákos Dezso 50,31                                                                    |
| 3000 m př.      | Radosław Popławski 8:32,61                                                  | Halil Akkaş 8:37,38                                                                   | Pieter Desmet 8:41,07                                                               |
| Štafeta 4×100 m | Francie 38,95 Oudéré Kankarafou Idrissa M'Barke Eddy De Lépine David Alerte | Německo 39,12 Florian Rentz Marius Broening Sebastian Ernst Till Helmke               | Itálie 39,41 Rosario La Mastra Alessandro Rocco Stefano Anceschi Koura Kaba Fantoni |
| Štafeta 4×400 m | Polsko 3:04,41 Witold Bańka Piotr Zrada Daniel Dąbrowski Piotr Kedzia       | Spojené království 3:04,83 Andrew Steele Rhys Williams Richard Davenport Robert Tobin | Nizozemsko 3:04,99 Daniël Ward Daniel de Wild Sjors Kampen Robert Lathouwers        |
| Chůze na 20 km  | Igor Jerochin 1.23:14                                                       | Benjamin Sánchez 1.23:30                                                              | Mikalai Seradovich 1.23:56                                                          |
| Skok do výšky   | Jaroslav Bába 2,29 m                                                        | Artsiom Zaitsau 2,27 m                                                                | Jurij Krymarenko 2,27 m                                                             |
| Skok o tyči     | Damiel Dossévi 5,75 m                                                       | Fabian Schulze 5,65 m                                                                 | Jérôme Clavier 5,60 m Matti Mononen 5,60 m                                          |
| Skok daleký     | Danut Simion 8,12 m                                                         | Dmitrij Sapinskij 8,01 m                                                              | Povilas Mykolaitis 8,00 m                                                           |
| Trojskok        | Alexandr Sergejev 17,11 m                                                   | Alexandr Petrenko 17,03 m                                                             | Nelson Évora 16,89 m                                                                |
| Vrh koulí       | Anton Ljuboslavskij 20,44 m                                                 | Taavi Peetre 19,85 m                                                                  | Mika Vasara 19,84 m                                                                 |
| Hod diskem      | Robert Harting 64,50 m                                                      | Piotr Małachowski 63,99 m                                                             | Dzmitry Sivakou 60,62 m                                                             |
| Hod kladivem    | Pavel Kryvitski 73,72 m                                                     | Aliaksandr Kazulka 73,60 m                                                            | Andrej Azarenkov 71,18 m                                                            |
| Hod oštěpem     | Igor Janik 77,25 m                                                          | Antti Ruuskanen 76,82 m                                                               | Magnus Arvidsson 76,15 m                                                            |
| Desetiboj       | Alexej Drozdov 8 196 bodů                                                   | Alexej Sysojev 8 089 bodů                                                             | Norman Müller 7 989 bodů                                                            |

### Ženy
| Disciplína      | Zlato                                                                                            | Stříbro                                                                                   | Bronz                                                                                |
| 100 m           | Maria Karastamatiová 11,03                                                                       | Lina Jacques-Sébastienová 11,46                                                           | Verena Sailerová 11,53                                                               |
| 200 m           | Jelena Jakovlevová 22,99                                                                         | Nikolett Listarová 23,19                                                                  | Vincenza Calìová 23,31                                                               |
| 400 m           | Olga Zajcevová 50,72                                                                             | Christine Ohuruoguová 50,73                                                               | Jelena Migunovová 51,59                                                              |
| 800 m           | Jevgenija Zolotovová 2:06,00                                                                     | Jemma Simpsonová 2:06,16                                                                  | Élodie Guéganová 2:06,29                                                             |
| 1500 m          | Corina Dumbrăveanová 4:14,78                                                                     | Olesja Syrevová 4:16,23                                                                   | Antje Möldnerová 4:16,34                                                             |
| 5000 m          | Binnaz Usluová 15:57,21                                                                          | Taťjana Petrovová 16:01,79                                                                | Silvia La Barberaová 16:07,01                                                        |
| 10 000 m        | Taťjana Petrovová 33:55,99                                                                       | Volha Mininaová 34:03,55                                                                  | Eva Maria Stowerová 34:05,03                                                         |
| 100 m př.       | Mirjam Liimasková 12,93                                                                          | Tina Kleinová 12,97                                                                       | Anna Jevdokimovová 13,12                                                             |
| 400 m př.       | Jelena Ildejkinová 56,43                                                                         | Anastasija Trifonovová 56,51                                                              | Sian Scottová 57,02                                                                  |
| 3000 m př.      | Katarzyna Kowalská 9:54,17                                                                       | Türkan Erismisová 9:55,45                                                                 | Světlana Ivanovová 9:56,44                                                           |
| Štafeta 4×100 m | Francie 44,22 Natacha Vouauxová Lina Jacquesová-Sébastienová Aurélie Kamgaová Ayodele Ikuesanová | Německo 44,89 Karoline Köhlerová Verena Sailerová Johanna Kedzierskiová Anne Möllingerová | Itálie 45,03 Claudia Baggiová Doris Tomasiniová Alessia Bertiová Vincenza Calìová    |
| Štafeta 4×400 m | Rusko 3:27,27 Anastasija Ovčinnikovová Anastasija Kočetovová Jelena Migunovová Olga Zajcevová    | Spojené království 3:31,64 Kim Wallová Sian Scottová Lisa Millerová Christine Ohuruoguová | Francie 3:31,91 Dora Jemaaová Thélia Sigèreová Johanna Montheová Phara Anacharsisová |
| Chůze na 20 km  | Irina Petrovová 1.33:24                                                                          | Olga Kaniskinová 1.33:33                                                                  | Barbora Dibelková 1.34:44                                                            |
| Skok do výšky   | Taťána Kivimägiová 1,94 m                                                                        | Emma Greenová 1,92 m                                                                      | Ariane Friedrichová 1,90 m                                                           |
| Skok o tyči     | Natalija Kuščová 4,30 m                                                                          | Floé Kühnertová 4,30 m                                                                    | Julia Hütterová 4,25 m                                                               |
| Skok daleký     | Carolina Klüftová 6,79 m                                                                         | Julija Zinovjevová 6,58 m                                                                 | Adina Antonová 6,55 m                                                                |
| Trojskok        | Simona La Mantiaová 14,43 m                                                                      | Světlana Bolšakovová 14,11 m                                                              | Athanasia Perraová 13,94 m                                                           |
| Vrh koulí       | Petra Lammertová 18,97 m                                                                         | Christina Schwanitzová 18,64 m                                                            | Chiara Rosaová 18,22 m                                                               |
| Hod diskem      | Sabine Rumpfová 60,75 m                                                                          | Darja Piščalnikovová 59,45 m                                                              | Kateryna Karsaková 56,81 m                                                           |
| Hod kladivem    | Jekatěrina Chorošichová 71,51 m                                                                  | Betty Heidlerová 69,64 m                                                                  | Natalija Zolotuchinová 67,75 m                                                       |
| Hod oštěpem     | Annika Sutheová 57,72 m                                                                          | Katharina Molitorová 57,01 m                                                              | Linda Brivuleová 56,12 m                                                             |
| Sedmiboj        | Laurien Hoosová 6 291 bodů                                                                       | Lilli Schwarzkopfová 6 196 bodů                                                           | Olga Levenkovová 5 950 bodů                                                          |

## Medailové pořadí
| Umístění | Stát               | Zlato | Stříbro | Bronz | Celkem |
| -------- | ------------------ | ----- | ------- | ----- | ------ |
| 1.       | Rusko              | 15    | 10      | 6     | 31     |
| 2.       | Francie            | 6     | 2       | 3     | 11     |
| 3.       | Německo            | 4     | 14      | 8     | 26     |
| 4.       | Polsko             | 4     | 1       | 1     | 6      |
| 5.       | Spojené království | 3     | 5       | 1     | 9      |
| 6.       | Rumunsko           | 2     | 0       | 2     | 4      |
| 7.       | Bělorusko          | 1     | 3       | 2     | 6      |
| 8.       | Španělsko          | 1     | 2       | 1     | 4      |
| 9.       | Turecko            | 1     | 2       | 0     | 3      |
| 10.      | Řecko              | 1     | 1       | 1     | 3      |
| 10.      | Švédsko            | 1     | 1       | 1     | 3      |
| 12.      | Estonsko           | 1     | 1       | 0     | 2      |
| 13.      | Itálie             | 1     | 0       | 6     | 7      |
| 14.      | Ukrajina           | 1     | 0       | 3     | 4      |
| 15.      | Česko              | 1     | 0       | 2     | 3      |
| 16.      | Nizozemsko         | 1     | 0       | 1     | 2      |
| 17.      | Finsko             | 0     | 1       | 2     | 3      |
| 18.      | Maďarsko           | 0     | 1       | 1     | 2      |
| 19.      | Belgie             | 0     | 0       | 1     | 1      |
| 19.      | Litva              | 0     | 0       | 1     | 1      |
| 19.      | Lotyšsko           | 0     | 0       | 1     | 1      |
| 19.      | Portugalsko        | 0     | 0       | 1     | 1      |